# Blot-l'Église
Blot-l'Église är en kommun i departementet Puy-de-Dôme i regionen Auvergne-Rhône-Alpes i centrala Frankrike. Kommunen ligger i kantonen Menat som tillhör arrondissementet Riom. År 2022 hade Blot-l'Église 441 invånare.

## Befolkningsutveckling
Antalet invånare i kommunen Blot-l'Église
| Referens: INSEE |